# Перес, Жан-Батист
Жан-Бати́ст Пере́с (фр. Jean-Baptiste Pérès; 15 декабря 1752, Валанс-д’Ажан — 4 января 1840, Ажен, метрополия Франции) — французский учёный и писатель. Работал профессором математики и физики в Лионском университете, позже был адвокатом и библиотекарем в Ажене.
Известен своим памфлетом о том, что Наполеон никогда не существовал (опубликован в 1827 году). Памфлет представлял собой остроумную пародию на труды Шарля Франсуа Дюпюи (1795) и других представителей мифологической школы, доказывавших, что Иисус Христос — вымышленная личность.

## Памфлет о несуществовании Наполеона
В послесловии к русскому переводу памфлета редактор А. М. Васютинский рассказал, как у Переса возник замысел его книги.
Живя однажды на даче, он познакомился с одним студентом, отчаянным приверженцем теории известного астронома Дюпюи. Однажды разговор зашёл о знаменитом сочинении последнего «Происхождение культов». Студент с жаром отстаивал правоту Дюпюи. Тогда Пересу случилось сказать, что, пользуясь методом Дюпюи, легко можно доказать и то, что Наполеона вовсе не было,— и в подтверждение своих слов он через несколько дней представил изумлённому юному собеседнику выше переведенный этюд «Comme quoi Napoléon n’a jamais existé».
Вероятно, Перес не знал, что несколько ранее ту же идею и с той же целью реализовал архиепископ Ирландии Ричард Уотли, шуточная книга которого «Исторические сомнения относительно Наполеона Бонапарта» (англ. Historic Doubts relative to Napoleon Bonaparte, a jeu d'ésprit) вышла в 1819 году.
Памфлет Переса был издан анонимно в 1827 году, брошюрой под названием «Так что Наполеон никогда не существовал» (фр. Comme quoi Napoléon n’a jamais existé). В этой брошюре автор с деланной серьёзностью доказывал, что Наполеон — несуществующий герой легенды, а его царствования — аллегория. В действительности единственным намерением автора было высмеять теории, отрицавшие существование Иисуса из Назарета. Аргументы, использованные Пересом в этой пародии по отношению к Наполеону, точно соответствовали способам «доказательств», употреблённым Дюпюи. Памфлет получил большую известность, многократно переиздавался и переводился на другие языки.

## Тексты памфлета Переса
- Сатира Переса на французском
- Перес, Ж. Б. Почему Наполеона никогда не существовало, или Великая ошибка, источник бесконечного числа ошибок, которая следует отметить в истории XIX века. // Пер. В. Васютинской; Под ред. и с послесловием А. М. Васютинского. — М.: Задруга, 1912. — 20 с.
  - то же в текстовом формате.